# Гарринча
Мануэ́л (Манэ́) Франси́ску дус Са́нтус (порт.-браз. Manuel «Mané» Francisco dos Santos; 28 октября 1933, Пау-Гранди — 20 января 1983, Рио-де-Жанейро), более известный как Гарри́нча (Гарри́нша; порт.-браз. Garrincha) — бразильский футболист, правый нападающий, многими признаётся лучшим правым крайним нападающим в истории футбола. По опросу МФФИИС он занимает 8-е место среди лучших футболистов мира и 4-е среди лучших футболистов Южной Америки в XX веке. Гарринча занимает также 6-е место среди лучших игроков в истории чемпионатов мира по версии газеты «The Times» и входит в символическую сборную лучших игроков в истории чемпионатов и Кубков Америки. В Бразилии Гарринча считается вторым игроком в истории национального футбола после Пеле.
Период расцвета карьеры Гарринчи пришёлся на годы выступлений за клуб «Ботафого». С 1953 по 1965 год он сыграл за клуб 579 матчей, в которых забил 249 мячей. Гарринча занимает 3-е место по общему числу голов за «Ботафого». После того, как Гарринча получил серьёзную травму, «Ботафого» расстался с ним, в дальнейшем футболист сменил много команд, нигде не задерживаясь надолго. С 1955 по 1966 год Гарринча играл за сборную Бразилии, в составе которой дважды выиграл чемпионаты мира, в 1958 и 1962 годах, во втором из них Гарринча стал лучшим бомбардиром турнира с 4 мячами.

## Биография

### Детство и юность
Гарринча родился 28 октября 1933 года в городе Пау-Гранди, в многодетной семье Амаро и Марии Каролины, где он был пятым ребёнком. Из-за ошибки отца в свидетельстве о рождении Гарринчи датой рождения было указано 18 октября. Кроме этого ему не дали второго имени, так что Гарринча в 15 лет выбрал его сам и стал называть себя Франсиско. Гарринча родился с врождёнными недостатками: он страдал косоглазием, деформацией позвоночника и смещением костей таза, а его левая нога была короче правой на 6 см. Хирургическое вмешательство, проведённое, чтобы исправить болезни Манэ, не помогло: врачи, делавшие операцию, считали, что для ребёнка было бы счастьем просто ходить. По другим источникам, проблемы со здоровьем у Гарринчи возникли из-за полиомиелита.
Гарринча был смешанного происхождения — по материнской линии афро-бразилец из Ресифи, по отцовской — потомок индейцев фулниос; его прадед насильно был перевезён со склонов хребта Баррига, штат Алагоас, в Палмейрас-дос-Индиос в начале XIX века. Там же он получил фамилию — Франсиско дос Сантос, по имени рабовладельца, владевшего плантацией сахарного тростника и индейцами, что работали на ней. В отцовской линии также присутствовали африканские корни: дед Маноэла, Шизе, был женат на рабыне-мулатке, Антонии. У них было 6 детей — Мануэл, Амаро, Мария, Жозе, Изабел и Жуан.
Семья Гарринчи, состоявшая, помимо него и родителей, ещё из четырёх детей, двое из которых, брат и сестра Манэ, умерли от болезней и голода, была очень бедная, из-за чего Манэ с юных лет помогал родителям, собирая в лесу фрукты и продавая их на рынке; торговал Гарринча в основном дикими сильнопахнущими бананами. Его отец Амаро, работавший охранником на заводе Пау-Гранди, страдал алкоголизмом, впоследствии умер от цирроза печени. Манэ передалась привязанность отца: в 4 года он попробовал алкоголь, а с 10 лет употреблял спиртные напитки, в том числе кашасу, пиво и «качимбу» (напиток из кашасы, мёда и лимона), а также начал много курить. Манэ получил своё прозвище «Гарринча» за то, что он любил ловить птиц семейства крапивниковых, называемых «гарринча» и живших в лесах близ города, и очень удачно имитировал их щебет. Так называть его стали в возрасте 4 лет после слов сестры Манэ Терезы: «Ты ловишь столько птиц, что и сам скоро станешь гарринчей».
С юных лет Гарринча начал увлекаться футболом, которому уделял большую часть своего времени. Уже тогда Гарринча выделялся своим уровнем игры, выступая лучше всех своих сверстников. В те годы для него излюбленным занятием на футбольном поле было раз за разом обыгрывать соперников, что он делал с нескрываемым удовольствием.

### Клубная карьера

#### «Пау-Гранди»
В 1941 году Гарринча начал учиться в школе, но провёл там только 4 класса, часто пропуская занятия, из-за чего впоследствии плохо считал и писал. 19 ноября 1947 года, в возрасте 14 лет, Гарринча устроился на работу на местную текстильную фабрику «Америка фабрил» помощником прядильщика. Именно тогда Манэ добавил к своему имени второе — Франсиско, для того, чтобы не быть спутанным с другими Мануэлами дос Сантосами. На фабрике Гарринча подружился с двумя другими рабочими, Свингом и Пинселом, с которыми регулярно выпивал, с ними Манэ остался дружен и после того, как стал знаменитым футболистом.
Одновременно с работой Гарринча играл в любительской фабричной команде «Пау-Гранди», в которой выступал за детский состав. «Пау-Гранди» выступала против местных любительских команд на стадионе, принадлежащем клубу, Гарринча демонстрировал высокий уровень игры, и когда он был уволен с фабрики из-за лени, то был восстановлен по инициативе главы фабричной команды. Но несмотря на это главный тренер «Пау-Гранди», Карлос Пинто, не приглашал игрока в основной состав. Из-за этого он в 1951 году стал играть в составе лучших команд округа, «Крузейро ду Сул» и «Серрано» из Петрополиса, где он играл до обеда, а затем уезжал обратно и выступал в составе «Пау-Гранди». В этих клубах Гарринча начал получать свои первые деньги, заработанные футболом — 30 крузейро за матч. После 3 месяцев выступлений Манэ, утомлённый постоянными переездами, решил прекратить играть за эти клубы.
В июне 1949 года, во время очередного послеродового периода, подхватив инфекцию, умерла мать Гарринчи, что очень тяжело подействовало на Манэ. После смерти матери Манэ отец Амаро начал жить вместе с вдовой, Сесилией, также имевшей своих детей. Она заботилась о семье Гарринчи.
С 16 лет Манэ стал играть за взрослую команду «Пау-Гранди». В его дебютном матче с «Крузейро ду Сул» он забил несколько голов, а его команда победила 8:1. Тогда же Пинто поставил Гарринчу на правый фланг нападения из-за того, что его традиционная позиция в центре поля, под нападающими, была занята другим игроком. На позиции правофлангового форварда Гарринча играл очень хорошо и был признан лучшим игроком округа. В одной из игр, где «Пау-Гранди» встречался с клубом «Раис-да-Серра», при счёте 0:0 Гарринча обвёл всех игроков команды, начав свой дриблинг из собственной штрафной, и отдал голевую передачу, после которой его партнёр забил гол. После этого один из игроков команды соперника, остановивший его очень грубым приёмом, был чуть не побит собственными болельщиками, которых восхитило мастерство Гарринчи. Больше против Манэ правил не нарушали, а его команда выиграла 6:0.

#### «Ботафого»
Хороший уровень игры Гарринчи стал причиной интереса к нему «больших» клубов Рио-де-Жанейро. Он прошёл просмотр во «Фламенго» и «Флуминенсе», однако эти команды из-за слабого финансового состояния и не внушающих доверия ног Манэ отказались подписывать с ним контракт. Клуб «Васко да Гама» отказал Гарринче в просмотре из-за того, что футболист пришёл в клуб без бутс. Также неудачной была попытка заиграть в клубе «Сан-Кристован», где после 10 минут просмотра Гарринчу попросили подождать решения до вечера, но Манэ, испугавшись остаться на вокзале, уехал последним поездом в Пау-Гранди, а на следующий день не вернулся. В двадцатилетнем возрасте Гарринчу заметил игрок «Ботафого» Арати, который приехал к друзьям в Пау-Гранди, чтобы отсудить матч, и увидел, как Гарринча забил четыре мяча в одной игре. 13 марта 1953 года Арати, купив Гарринче форму и бутсы, вместе с президентом «Пау-Гранди» привёл молодого игрока к тренеру Жентилу Кардозо, который допустил его к тренировке молодёжного состава. Гарринча выступил удачно, однако проводивший тренировку сын Кардозо Ньютон не имел права принимать решения по игрокам, потому Манэ попросили прийти позднее. 10 июня 1953 года Манэ прошёл просмотр во взрослой команде «Ботафого». Перед просмотром Гарринчу предупредили, что ему будет противостоять левый защитник сборной Бразилии Нилтон Сантос. Однако Манэ сказал, что в «Пау-Гранди» ему обычно противостоял Жуан, которого он всегда обыгрывал. На тренировке Гарринча три раза обыграл Нилтона одним и тем же финтом, пробрасывая ему мяч между ног, чем поразил Нилтона.

«Вместо того чтобы обидеться, он подошёл ко мне и сказал: „Молодец, парень!“ Он стал моим крёстным отцом в футболе. И если бы на моём пути встречалось побольше таких людей, как Нилтон, я не пережил бы столько несчастья».

Когда футболисты направились в раздевалку, Нилтон подошёл к Кардозо, отсутствовавшему на тренировке, и сказал: «Если этот малый окажется в другом клубе, я не смогу спать спокойно. Если же он закрепится у нас, тогда не будут спать защитники других клубов». После этого тренер вернул всех на поле и уже через 20 минут убедился в возможностях Гарринчи. После просмотра Пауло Амарал, в то время тренер по физической подготовке «Ботафого», сказал: «Игрок показал великолепное мастерство. У него есть только 1 недостаток, по моему мнению, неисправимый: он применяет дриблинг слишком часто». За переход игрока «Ботафого» заплатила «Пау-Гранди» 500 крузейро.

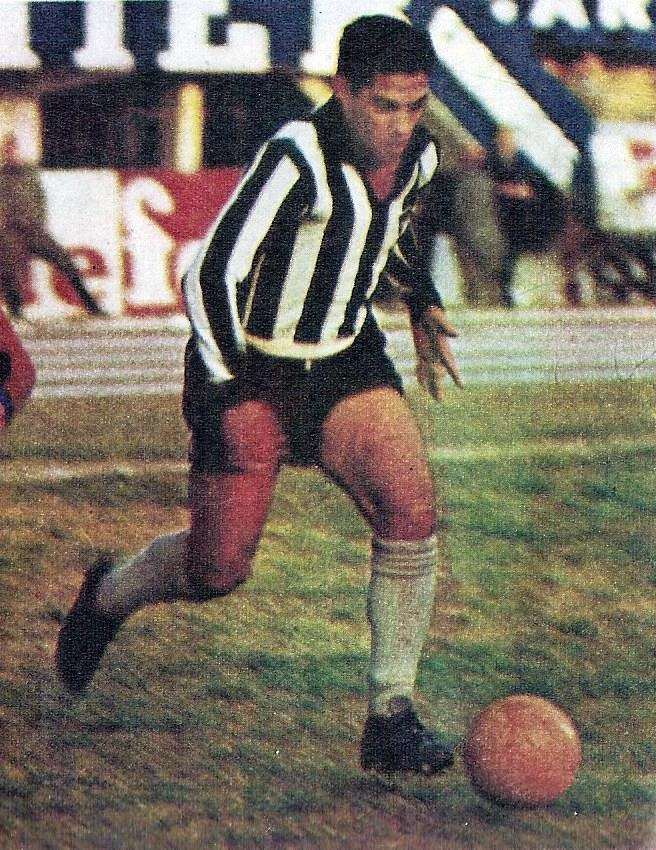
Гарринча в составе «Ботафого»

21 июня 1953 года Гарринча дебютировал в составе «Ботафого» в товарищеской игре с клубом «Авелар» в котором его команда победила 1:0. 30 июня 1953 года Манэ уволился с фабрики и стал профессионально заниматься футболом. 10 июля он забил 3 гола в матче дубля «Ботафого» и второго состава «Сан-Кристована». В официальной игре за «Ботафого» Гарринча впервые сыграл 19 июля против «Бонсусессо», в том матче он забил 3 гола, первый из которых с пенальти, а его клуб выиграл 6:3. На следующий день газета «О Глобо» разместила заголовок: «Гауличо завоевал „Ботафого“».
В своём первом сезоне в команде Гарринча провёл 26 матчей и забил 20 голов, став вторым бомбардиром чемпионата штата Рио-де-Жанейро после Хорхе Бенитеса, забившего 22 мяча. В сезоне Гарринча сделал три хет-трика: в игре с «Бонсусессо», в матче с «Бангу» на Маракане (6:0) и в игре с клубом «Португеза», в которой он забил все 3 мяча в матче. Его клуб занял 3-е место, на 9 очков уступив чемпиону, «Фламенго». На следующий год Гарринча провёл в два раза больше матчей, 66 игр, забив в них 23 гола, большая часть которых в товарищеских матчах. Более того, лишь в одной игре, с «Сеарой», Гарринча забил более одного мяча за матч. В чемпионате штата клуб занял только 4-е место. В этом первенстве Гарринча забил 7 голов, но часто ассистировал партнёру по команде, Дино, ставшему лучшим бомбардиром первенства. В 1955 году Ботафого занял ещё более низкое, 7-е место в чемпионате, в розыгрыше которого Гарринча забил лишь 3 гола. Всего в этом сезоне Гарринча провёл 53 матча и забил 22 гола, 17 из которых в товарищеских играх. Причиной неудач клуба стал отъезд в Италию двух ведущих форвардов команды, Дино да Косты и Луиса Винисио. В 1956 году в «Ботафого» перешли Пауло Валентим, который играл на позиции центрального нападающего, и другой форвард Куарентинья. Эта покупка стала первой в цепи приобретений хозяев «Ботафого»: на следующий год в клуб пришёл Диди, а затем, в течение двух лет, в команде появились Марио Загалло, Амарилдо и голкипер Манга. В 1957 году в клубе сменился тренер, пост наставника команды занял журналист Жуан Салданья, одним из первых решений нового тренера стало предоставление свободы игры для Гарринчи:

«Вы видите, парни, эту правую полосу поля — от нашей штрафной площадки до ворот противника? Сюда, на правый фланг, никому из вас я не разрешаю совать нос. Это — коридор Манэ Гарринчи. Все остальные должны играть в центре и слева. К Манэ и близко подходить не смейте. Пусть делает здесь что захочет, а ваше дело ждать от него пас и бить по воротам…».

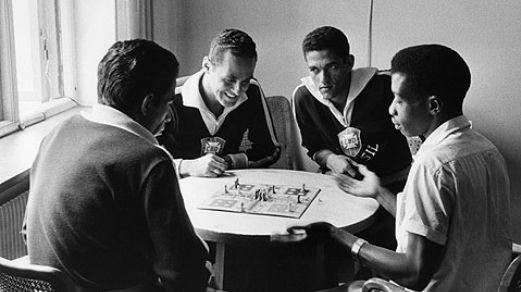
Гарринча (второй справа) в окружении игроков сборной Бразилии

После этого решения Гарринча и вся команда заиграли значительно лучше. «Ботафого» выиграл, спустя 9 лет, чемпионат Рио. В финале первенства клуб Манэ крупно обыграл «Флуминенсе» со счётом 6:2; Гарринча был одним из лучших на поле, забив гол и сделав 4 голевые передачи, три из которых Валентиму, забившему 3 гола. За свою игру Манэ был признан лучшим игроком первенства. Через год клуб занял только 3-е место в первенстве, в розыгрыше которого его клуб набрал одинаковое количество очков с «Флуминенсе» и «Васко да Гамой». После этого был разыгран дополнительный турнир среди 3 команд, в котором клуб Гарринчи занял последнее место. В том же сезоне, в матче с клубом «Ривер Плейт», проходившем в Мексике, Гарринча так впечатлил местную публику, что каждое его удачное действие против соперника по флангу Вайро вызывало на трибунах крик «Оле!», впоследствии ставший традиционным в испаноговорящих странах. И в последующие 2 года «Ботафого» немного не хватило до победы: в 1959 году клуб занял 2-е место, а через год третье. В начале 1959 года у Манэ был травмирован коленный сустав, что послужило развитию вторичного остеоартроза. Врачи «Ботафого» назначили операцию, но Гарринча туда не явился, уехав в Пау-Гранди. В 1961 году Гарринча стал участником одного из первых эпизодов fair play в Бразилии: в матче с «Флуминенсе» защитник соперников Пиньейро упал на поле в результате мышечного растяжения. Тогда Гарринча вместо того, чтобы воспользоваться отсутствием игрока соперника, выбил мяч из пределов поля, чтобы Пиньейро была оказана медицинская помощь.
В 1961 году Гарринча в составе «Ботафого» выиграл свой второй чемпионат Рио, в финале которого был обыгран «Флуминенсе» 3:0. Более того, за всё первенство клуб Манэ лишь 1 раз проиграл. 14 декабря на игре с «Флуминенсе» в чемпионате Рио, которая стала 1000-й в истории «Ботафого», Гарринча забил единственный и победный мяч. На следующий год клуб впервые в своей истории выиграл турнир Рио-Сан-Паулу, обыграв 3:1 «Палмейрас». В том же году Гарринча вновь выиграл чемпионат Рио, где в финале, проходившем 28 декабря, был обыгран «Фламенго» 3:0, а Манэ поучаствовал во всех 3 голах своей команды: два он забил сам, а третий после его прострела забил Вандерлей в свои ворота. Накануне этой игры Гарринча поспорил со своими старыми знакомыми из Пау-Гранди на 2 ящика пива, что его команда победит со счётом 3:0. Также Гарринча был признан лучшим игроком того первенства. В финальной игре Гарринча несколько раз специально обвёл соперника по флангу так, что тот терял равновесие и падал. Игрок «Фла» подошёл к судье и попросил, чтобы Манэ не издевался над ним. Арбитр сказал, что если Гарринча продолжит издеваться, то будет удалён с поля. После этого Манэ попросил замену и посреди игры пошёл по полю в направлении раздевалки; пока Гарринча шёл, мяч отскочил к нему, тогда он подхватил его и вновь обвёл своего опекуна, ударив по воротам. И лишь после этого он покинул поле. На следующий день одна из бразильских газет разместила шарж: 11 игроков «Ботафого», и у всех лица Гарринчи. Единственной неудачей в этом году для Гарринчи стало поражение в финале Кубка Бразилии от «Сантоса» в трудном 3-матчевом противостоянии. После окончания первенства компания Simca и Jornal dos Sports организовали голосование, в котором выбирался лучший игрок страны. Победу в голосовании одержал Гарринча, за что ему подарили автомобиль «Simca Chambord». В том же году Нилтон Сантос свёл Гарринчу со своим другом, банкиром Жозе Луисом Магальянесом Линсом, который помог ему открыть счёт под хорошие проценты.
В 1963 году Манэ по совету своей новой подруги Элзы Суарес потребовал у «Ботафого» улучшения условий контракта. До этого Манэ всегда подписывал чистый бланк договора, получая только половину от среднего заработка игрока клуба. Новый контракт Гарринча смог подписать только спустя 4 месяца, лишь при вмешательстве крупного банкира Жозе Магальяэса Линса, который высоко ценил футбольные достоинства Манэ. В том же году у Гарринчи началась полоса неудач: усугубился остеоартроз правого коленного сустава, вызванный травмой хрящевой ткани сустава, полученной за год до этого в товарищеской игре в Баие. Врач команды Лильо Торедо посоветовал Манэ на 3 месяца воздержаться от выступлений, но президент «Ботафого» Сержио Дарси настоял на продолжении игр Гарринчи: клуб должен был провести турне по Франции и Италии, а без Гарринчи оплата была бы уменьшена с 15 тысяч долларов до 7,5 тысяч. В этих матчах Манэ выступал «на уколах», которые ему делали перед каждой игрой. После окончания действия лекарства у Манэ очень сильно болело колено, доходило до того, что его на руках доносили до клубного автобуса. По окончании одной из игр, проходившей во Флоренции, доктор Оскар Скальетти, осмотревший Манэ, стал настаивать на операции, но клуб не пошёл на этот шаг. Возвратившись из турне, «Ботафого» предоставил Гарринче отпуск, но этот шаг не помог: Манэ в довершение к прошлой травме получил разрыв мениска на правой ноге, и это практически вывело его из строя на 2 года. В следующем году клуб, который отказал Гарринче в дорогостоящей операции, потребовал, чтобы он возобновил выступления, однако тот отказался. Тогда руководство «Ботафого» вынудило Манэ подписать договор, по которому он получал бонусные премиальные только за сыгранные матчи. Из-за этого Гарринча был вынужден провести несколько игр «через боль». Только 29 сентября Манэ была сделана операция, благодаря деньгам Магальянеса и его другу, врачу Марио Маркесу Тоуриньо, сделавшему операцию по удалению мениска. Операция прошла неудачно, а Гарринча был оштрафован на 60 % зарплаты. Оставшуюся часть года Гарринча не выходил на поле, занимаясь индивидуально.
В начале 1965 года руководство «Ботафого» начало кампанию по дискредитации Гарринчи: были организованы серии статей, где отмечалось, что, несмотря на высокое мастерство, Манэ сильно постарел и перестал соответствовать уровню клуба. После этого тренерский штаб перестал ставить Гарринчу в основной состав команды, мотивируя это плохой формой форварда. Вскоре Гарринча перестал посещать тренировки, затем прибавил 7 кг лишнего веса. 22 августа 1965 года Гарринча забил единственный в матче гол, принеся победу своему клубу над «Фламенго». 5 сентября того же года Гарринча был включён в состав на финальный матч Кубка Гуанабара с клубом «Васко да Гама»; на игру собралось более 115 тысяч зрителей, поставив по этому показателю рекорд года. Многие рассчитывали, что Гарринча будет лидером своей команды, обыгрывая левого защитника «Васко», Олдаира, однако тот ни разу не дал Манэ шанса себя обыграть; более того, Олдаир забил один из голов своей команды, победившей 3:0. Через 10 дней, 15 сентября, Гарринча провёл последнюю игру в составе «Ботафого», в которой его клуб победил «Португезу» 2:1. В январе 1966 года он был продан в «Коринтианс» за 220 млн крузейро. Всего Гарринча сыграл за «Ботафого» 579 матчей и забил 249 мячей.

#### Завершение карьеры

##### Выступления 1966—1968
«Коринтианс» купил Гарринчу, чтобы вернуть болельщиков на стадион: команда с 1954 года не выигрывала крупных турниров. Болельщики клуба обрадовались переходу форварда, они встретили его на вокзале и проводили до гостиницы в Сан-Жуане. Гарринча дебютировал в составе «Коринтианса» 2 марта 1966 года в матче Кубка Бразилии с клубом «Васко да Гама», который клуб Манэ проиграл 0:3. Это поражение стало вторым столь крупным в карьере Манэ. В следующей игре Гарринчи его клуб проиграл его бывшей команде «Ботафого» со счётом 1:5. Через 11 дней после дебюта, 13 марта, Гарринча забил свой первый мяч за клуб, поразив ворота «Крузейро» и принеся победу своей команде со счётом 2:1. В том же году Манэ помог клубу выиграть турнир Рио — Сан-Паулу, на котором провёл 10 матчей и забил 1 гол, 19 марта в ворота «Сан-Паулу». Матч против «Сан-Паулу», выигранный «Коринтиансом» 2:0, был, по мнению некоторых исследователей, лучшим матчем Гарринчи в составе этого клуба. Однако в «Коринтиансе» Гарринча не показывал той игры, которой от него ждали, и через год он покинул клуб, за который провёл только 13 игр и забил 2 гола. Одной из причин этого стало отношение партнёров, недовольных заработной платой Манэ, которая была выше, чем у прочих игроков команды; часто это выражалось в том, что игроки просто «не замечали» на поле Гарринчу. При этом Гарринча провёл несколько матчей с травмой ноги, вынуждаемый играть руководством клуба. Последний матч в составе «Тимао» Манэ сыграл 9 октября 1966 года, в нём, как и в первой игре Манэ, клуб проиграл 0:3, потерпев поражение от «Сантоса». После этой игры Манэ собрал вещи, покинул базу «Коринтианса» и уехал в Рио-де-Жанейро. Клуб обратился в Трибунал спортивной юстиции, и этот орган принял решение дисквалифицировать Манэ от всех официальных матчей в стране на 2 года. Уже после ухода Гарринчи из команды его покупка была оценена резко отрицательно общественностью, во время предвыборной борьбы за пост президента клуба. В декабре 1967 года Гарринча покинул команду по обоюдному согласию с клубом и был передан в клуб «Васко да Гама» на правах аренды. В этой команде он долгое время тренировался, набирая форму. Чтобы проверить Манэ, «Васко» организовал товарищеский матч, где Гарринча провёл все 90 минут и забил гол. Однако его игра не убедила тренеров команды.
После неудачи с «Васко да Гамой» Манэ прошёл просмотр во «Флуминенсе», но также неудачно. После чего Манэ выступал за несколько второстепенных бразильских клубов: сыграл несколько игр за клуб «Португеза» (Рио-де-Жанейро), 1 выставочный матч за «Бангу», одну игру за «Алекрин», за команды из штата Гояс и другие «маленькие» клубы. В 1968 году Манэ уехал в Боливию, где провёл несколько выставочных матчей, а затем в Колумбию, в клуб «Атлетико», предлагавший по 600 долларов за каждый матч. За «Хуниор» Манэ сыграл только одну игру: 20 августа с клубом «Индепендьенте Санта-Фе», проигранную 2:3. Перед началом матча Гарринчу встретили овацией, но по ходу игры у болельщиков «Атлетико» радость сменилась разочарованием. Они освистали футболиста, который сделал только 3 паса за матч, а после игры закидали его помидорами и яйцами. В бразильской прессе эта история вызвала негодование, журналисты спрашивали чиновников Бразильской конфедерации футбола, как можно было отдать Гарринчу на осмеяние в чужую страну.

##### Последние годы карьеры
Уехав из Колумбии, Гарринча вернулся в Рио-де-Жанейро. Он вновь попытался устроиться в «Васко да Гаму», которой руководил его первый тренер в «Ботафого» Жентил Кардозо. Он в знак дружбы предложил Манэ потренироваться с командой, однако тот из-за переговоров с другими клубами на тренировку не пришёл. В январе 1968 года Гарринча прошёл просмотр в клубе «Форталеза». 28 января он сыграл в товарищеской игре за клуб в матче с «Флуминенсе», проведя на поле 45 минут. Его команда победила 1:0. Позже Гарринча провёл переговоры с уругвайским клубом «Насьональ», но неудачно, затем попытался найти работу в аргентинских клубах, включая «Боку Хуниорс», также безрезультатно. Осенью 1968 года Гарринча пришёл в клуб «Фламенго». Главный тренер команды Роберто Гомес Педроза дал ему возможность выступать при условии, что Манэ сбросит лишний вес. Гарринча начал тренировки под руководством врача клуба, Франкалаче, и сбросил 12 кг за 3 месяца. Он дебютировал в составе команды 30 ноября 1968 года с клубом «Васко да Гама», в этой игре «Менго» проиграл 0:2; Гарринча сыграл только один тайм и был заменён после травмы. После этой игры с Гарринчей был заключён контракт на полгода. 19 января 1969 года Гарринча забил свой первый мяч за клуб, поразив ворота «Америки»; игра завершилась вничью 2:2. Последний матч за «Фла» Гарринча провёл 13 апреля 1969 года, в день, когда в автоаварии погибла его тёща Розалия Гомес. Из-за этого инцидента, а также из-за слов нового тренера клуба, сказавшего, что он не рассчитывает на Гарринчу, Манэ отказался играть за «Фламенго», несмотря на то, что до завершения его контракта было ещё 2 месяца. Всего за клуб он провёл 20 матчей и забил 4 гола. Период выступлений во «Фла» не был для Гарринчи счастливым: ему очень редко доверяли выступать в официальных играх, предпочитая другого правого нападающего, Довала, но часто выставляли на поле в товарищеских матчах, чтобы привлечь внимание публики, используя известность футболиста. Таким образом, Манэ помогал клубу, испытывавшему в тот период финансовый кризис. 2 июля 1969 года Гарринча сыграл выставочный матч за клуб «Нову-Амбургу», где его команда, со счётом 1:3, проиграла «Интернасьоналу»; Мане провёл на поле 60 минут.
В 1969 году Гарринча вместе со своей супругой Элзой Суарес уехал в Европу. Во время пребывания в Старом Свете Манэ выступал в товарищеских играх за любительские команды университетов, профсоюзов и фабрик, за что получал небольшие премиальные. В Торваянике, Помеция, Гарринча провёл последний свой матч в Италии с любительскими командами, там он выступил за команду мясников против команды механиков; в этой игре он отдал 4 голевые передачи, но его команда проиграла 4:5. В то же время ему предлагали контракты несколько клубов. В апреле 1970 года контракт ему предложила лиссабонская «Бенфика». Манэ ответил согласием, но договор не был заключён из-за решения руководства португальского футбола, запретившего переходы иностранных игроков в их клубы. В том же году контракт на 3 месяца ему предложил парижский «Ред Стар», обещавший заплатить 15 тысяч долларов. Гарринча сыграл за французскую команду только один товарищеский матч, а контракт сорвался из-за изменения графика выставочных матчей «Ред Стара».
В 1971 году Гарринча вернулся в Бразилию, где начал выступать за маленькие полупрофессиональные клубы. Часто после матчей он уходил с партнёрами по команде в местный бар и потреблял алкогольные напитки. Сыграл Манэ и за «Ботафого», проведя 15 минут за клуб в 1971 году. Последним профессиональным клубом Гарринчи стала «Олария», платившая ему 15 тысяч крузейро в месяц. В составе «Оларии» он дебютировал 23 февраля 1972 года с бывшим клубом Манэ, «Фламенго», сыграв 45 минут первого тайма. На этот матч собралось почти 50 тыс. зрителей, что для «Оларии» было необычайной редкостью. Последнюю игру за клуб он провёл 23 августа 1972 года против клуба, в котором прошли лучшие годы карьеры Гарринчи, «Ботафого»; в этом матче «Олария» проиграла 0:1. Всего за «Оларию» Гарринча провёл 10 матчей (две победы, четыре ничьи и четыре поражения) и забил один гол, в товарищеской игре с клубом «Комерсиал». После этого Гарринча выступал ещё 10 лет, проведя более 500 игр в любительских клубах, а также выступая в выставочных матчах небольших клубов. Например, 19 сентября 1973 года он сыграл 90 минут за клуб ССА в матче против АСА Арапика. В этом же матче играл другой бывший игрок сборной, Дида. Последнюю игру Гарринча провёл 25 декабря 1982 года, там он сыграл около 20 минут, по другой версии 40 минут. Игра проходила в Планалтине. Там встречались команда Лондрины, за которую играл Гарринча, и команда Ассоциации профессиональных спортсменов Гарансия, выигравшая матч 1:0.

##### Прощальный матч

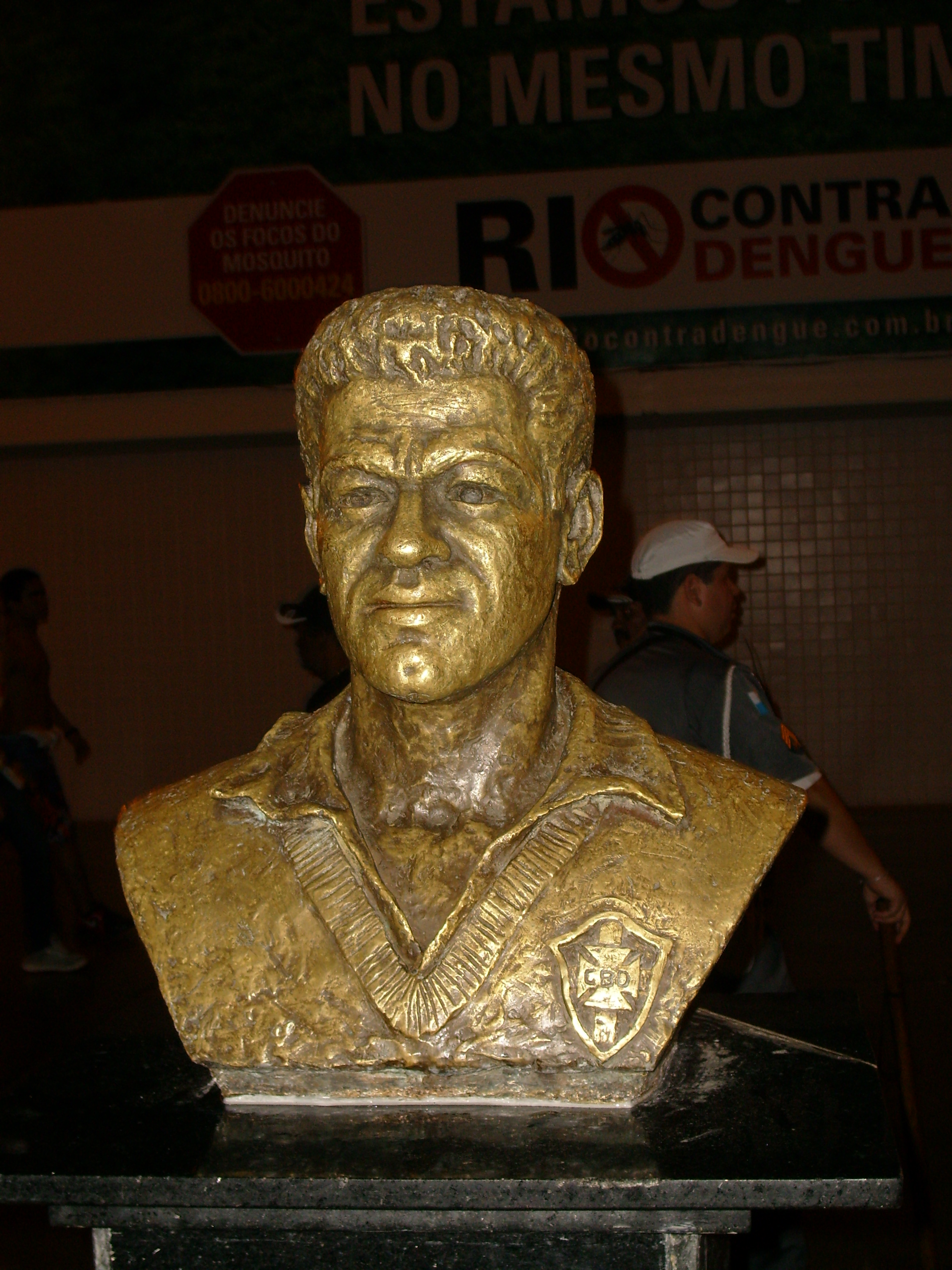
Бюст Гарринчи на Маракане

18 декабря 1973 года на «Маракане» состоялся прощальный матч Гарринчи, в котором сборная Бразилии, составленная в основном из победителей последнего чемпионата мира, играла против сборной ФИФА, в которую вошли латиноамериканские и советские футболисты (в том числе Бриндиси, Бабингтон, Хаусман, Роча, Онищенко, Ольшанский, Ловчев), которые проводили турне по Южной Америке. На матч собралось 131 555 зрителей. Перед игрой на кромке поля были сложены слова из цветов: «Манэ — радость народа». На разминке все футболисты взяли в круг Гарринчу и наградили его аплодисментами. Гарринча вышел в стартовом составе и был в середине первого тайма заменён на Зекинью. После свистка, возвестившего, что Гарринча покидает поле, он заплакал, после чего ушёл в подтрибунное помещение. Без Гарринчи игра завершилась со счётом 2:1 в пользу бразильцев, благодаря голам Пеле и Луиса Перейры, у сборной мира гол забил Бриндиси.
Все сборы от этой игры пошли лично Гарринче, который потратил их, чтобы заплатить по долговым обязательствам и дать денег детям на учёбу. На эти же деньги он купил дом в районе Барра да Тижука, автомобиль, квартиры своим дочерям и половину стоимости ресторана, где пела его супруга Элза.

### Карьера в сборной

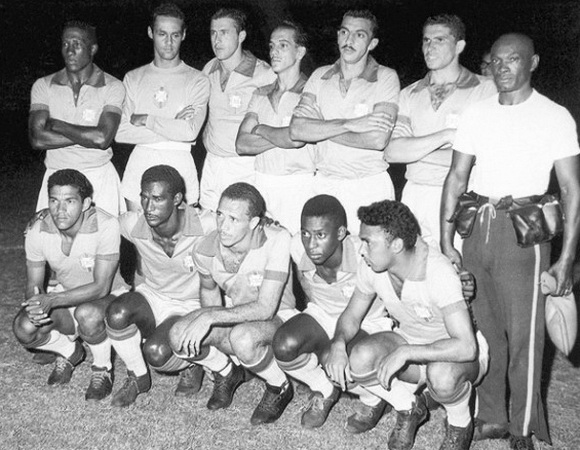
Гарринча (крайний слева в нижнем ряду) в составе сборной Бразилии

Гарринча выступал за сборную Бразилии с 1955 года по 1966 год. С ним в составе сборная проиграла только одну игру. Гарринча принял участие в трёх чемпионатах мира и двух чемпионатах Южной Америки.
Свою первую игру за сборную Бразилии Гарринча сыграл 18 сентября 1955 года против Чили; матч закончился вничью 1:1. Своим приходом в сборную Гарринча «обязан» Жулиньо, уехавшему играть в Италию и не пожелавшему «отнимать» место в составе у коллеги, удачно игравшего на родине, а также тренеру Висенте Феоле, который решил полностью поменять состав сборной, неудовлетворительно выступившей на чемпионате мира 1954. В 1957 году Манэ поехал с национальной командой на свой первый крупный международный турнир, чемпионат Южной Америки. На турнире Гарринча провёл только 2 игры, с Эквадором и Колумбией, в обоих выходя на замену вместо Пепе. Причиной этого стал Жоэл, которого Феола считал основным правым форвардом команды. Другой причиной недоверия к Манэ являлось чрезмерное, по мнению тренерского штаба, увлечение Гарринчи дриблингом, которое, наряду с отсутствием игровой дисциплины и тактики, что также присутствовало у Гарринчи, считалось одной из главных причин поражения бразильцев в решающем матче чемпионата мира 1950. В том же году Манэ участвовал в матчах Кубка Рока, где также не выходил на поле и, в начале следующего года, Кубке Освалдо Круза. Там предпочтение вновь отдавалось Жоэлу.

#### Чемпионат мира 1958
На отборочном турнире к чемпионату мира 1958 Гарринча вышел в первой же игре с Перу на левый, непривычный для него, фланг нападения, заменив травмированного Пеле и действовал достаточно хорошо; игра завершилась вничью 1:1. 21 апреля в ответной игре Гарринча вышел на правом фланге нападения, а Жоэл был переведён на левый фланг. Игра завершилась в пользу бразильцев 1:0, а единственный гол забил Диди со штрафного, назначенного за нарушение против Гарринчи. На следующий день одна из газет написала: «Гарринча и Диди открывают путь своей команде в Швецию».
Перед финальной частью чемпионата мира 1958 Гарринчу подвергли психологическому тесту у профессора Карвальяэса, для того, чтобы выяснить возможность игрока владеть собой и сделать его психологический портрет. Однако к проверке Гарринча отнёсся с юмором, не считая её серьёзной: по просьбе сделать рисунок человека, нарисовал его с очень большой головой, сравнив его с Куарентиньей, за что получил оценку ниже допустимого порога — 38 из 123 и его поведение было признано инфантильным; аналогичную же оценку получил Пеле. Кроме этого, Манэ показал, что неспособен отличить вертикальную линию от горизонтальной. По мнению психолога, вызов Гарринчи и Пеле в состав сборной на чемпионат мира был бы ошибкой.
Перед началом первенства Бразилия 21 мая провела товарищеский матч с «Коринтиансом» и победила 5:0. В этой игре Гарринча отметился дублем; эти голы стали первыми для него в составе сборной. В другой подготовительно игре, с итальянской «Фиорентиной», Гарринча обвёл подряд защитников Роботти, Маньини, Червато и вратаря Сарти. После чего не отправил мяч в сетку, а дождался, пока к нему подбежит Роботти, которого он вновь обвёл, при этом итальянец был настолько дезориентирован дриблингом, что был вынужден схватиться за штангу, чтобы не упасть. Лишь после этого Гарринча направил мяч в сетку. Товарищи по команде, главным образом капитан сборной Идералду Беллини, за это поведение обвинили Гарринчу в безответственности. За это поведение, признанное несерьёзным, руководители Конфедерации бразильского футбола приняли решение не брать Манэ на мировое первенство, но их отговорил Пауло Амарал, тренер по физической подготовке в сборной и в «Ботафого», где играл Гарринча. Он сказал: «Гарринча не ведёт себя так из презрения или несерьёзности. Это его способ воплощения футбола. С весельем».
На чемпионате мира Гарринча и Пеле пропустили первые два матча группового турнира против Англии и Австрии, так как основным правым крайним тренер Висенте Феола, как и год до этого, считал Жоэла, а центральным нападающим — Алтафини. Двух молодых игроков он представлял исключительно индивидуалистами. Кроме того, представители технической комиссии сборной, главным образом Эрнесто Сантос, говорили, что Гарринча не «отрабатывал» в защите. Ещё одной, неофициальной, причиной считалось, что белокожие футболисты, в условиях северного климата, смогут проявить себя лучше, нежели темнокожие игроки.
Перед третьей игрой группового турнира, со сборной СССР, Нилтон Сантос подошёл к Феоле и сказал, что Гарринча и Пеле сыграли бы лучше, чем игроки, до этого выступавшие на их позициях. Мнение Нилтона поддержал Жоао Авеланж, президент Конфедерации футбола Бразилии, врач команды Гослинг, а также несколько других футболистов сборной, включая лидеров команды, Диди и Беллини. Однако, эта версия позже была опровергнута действующими лицами эпизода. По второй версии, Гарринча сам подошёл к Феоле и сказал: «Или вы ставите меня на игру с русскими, или я завтра же улетаю домой или подписываю контракт с итальянским клубом», что напугало тренера. По третьей версии, Феола ввёл в состав Гарринчу для того, чтобы тот своими нестандартными действиями смог внести сумятицу в оборону советской сборной. В результате в матче Бразилия — СССР Гарринча вышел в основе, и в стартовые минуты по его флангу бразильцы провели несколько острейших атак. Гарринча переигрывал защитника Кузнецова и либо брал игру на себя, либо делал передачи в центр. Первый голевой момент на первых минутах создал Гарринча, когда мощно пробил в штангу из пределов штрафной, обыграв Кузнецова, Войнова и Крижевского, на третьей минуте Вава забил гол после передачи Диди. Французский журналист Габриэль Ано охарактеризовал этот временной промежуток, как «Три самые великолепные минуты в истории футбола». Во втором тайме Вава забил второй мяч с передачи Пеле

«На чемпионате мира блистали Гарринча и Пеле. Им свыше был дан уникальный талант. Как будто Всевышний хотел показать людям, что можно вытворять с мячом. Гарринча навел настоящий ужас на нашу защиту Его даже сбить было невозможно, не говоря уже о том, чтобы чисто отнять мяч. Уходил на скорости, при этом постоянно контролируя мяч. На второй минуте Гарринча получил пас, не заметив даже своего опекуна Борю Кузнецова, и пробил в штангу так, что мяч отлетел за центр поля. Пушечной силы удар! Яшин не успел подставить руку, иначе её пригвоздило бы к штанге. Мы поняли: от Гарринчи добра не жди». Виктор Царёв

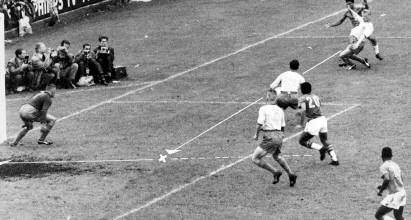
Гарринча отдаёт голевой пас на Вава в финале чемпионата мира 1958

В четвертьфинале и полуфинале бразильцы обыграли Уэльс и Францию, в игре с которой гол Гарринчи отменили из-за спорного офсайда. В финале бразильцы обыграли хозяев чемпионата ― сборную Швеции ― со счётом 5:2, и два гола были забиты после передач Гарринчи с правого края. При этом оба гола были забиты после проходов, в которых Гарринча обвёл трёх игроков команды соперника. По мнению нескольких участников матча, включая Нильса Лидхольма и Жозе Алтафини, Гарринча стал тем человеком, который выиграл игру. За свои заслуги Манэ был включён в символическую сборную лучших игроков турнира. Сразу после возвращения на родину Гарринча поехал в Пау-Гранди, зашёл в любимый бар и выкупил долги всех посетителей заведения.

#### 1958—1962
В период 1958—1962 годов Гарринча выступал за сборную нерегулярно. В мае 1959 года на, матч с Англией, в сборную был вызван даже Жулиньо, долгое время не привлекавшийся под знамёна команды. Всё же Манэ поехал на свой второй чемпионат Южной Америки в Аргентине, где изначально рассматривался в качестве дублёра Дорвала из «Сантоса». В первых двух матчах, где бразильцы сыграли вничью с Перу и победили Чили, Манэ не играл, но провёл оставшиеся четыре игры. Бразильцы на турнире заняли второе место после аргентинцев, набрав на одно очко меньше. В следующем году Гарринча сыграл за национальную команду только четыре товарищеских матча. Он выиграл с командой Кубок Рока, но на поле не выходил. В 1961 году Манэ выиграл в составе сборной Кубок О'Хиггинса и Кубок Освалдо Круза.

#### Чемпионат мира 1962

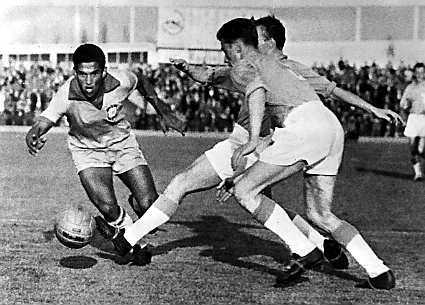
Гарринча (слева) в одном из матчей чемпионата мира по футболу 1962 года

Ещё через четыре года после победы на мундиале Гарринча повторил свой успех на чемпионате мира в Чили. Перед вылетом, 18 марта, Гарринчи не оказалось в расположении сборной, и директор «Ботафого» был вынужден искать его по барам в Бикасе, где его клуб проводил товарищескую игру; найдя Гарринчу, он отправил его в лагерь национальной команды. Во втором матче группового турнира Пеле получил травму и выбыл до конца турнира, так что Гарринча вынужденно принял на себя бремя лидера команды. В решающем матче группового этапа против Испании при счёте 1:1 за несколько минут до конца Гарринча совершил сольный проход по своему флангу и выложил мяч на набегавшего Амарилдо, который принёс бразильцам победу. В четвертьфинале бразильцы победили англичан 3:1, а Гарринча забил два гола, первый — головой, а второй ― «сухим листом» из-за пределов штрафной, также он сделал голевой пас на Вава и организовал ещё ряд атак. Во время игры, Манэ весь матч держал в напряжении оборону сборной Англии, которая уделяла очень много внимания его действиям.
В полуфинальном матче бразильцам противостояли хозяева, сборная Чили. Гарринча забил дважды, левой ногой и головой, и сделал результативную передачу на Вава, матч закончился со счётом 4:2. На следующий день после игры чилийская газета «Mercurio» вышла с заголовком: «С какой планеты Гарринча?» В конце матча Гарринча в шутку дал сдачи чилийцу Рохасу, в очередной раз нарушившему против него правила, а перуанский судья Артуро Ямасаки неожиданно удалил его с поля, несмотря на то, что чилийцы посмеялись над эпизодом, а Рохас и Гарринча пожали друг другу руки. Когда Манэ уходил с поля, в него с трибун была кинута бутылка, попавшая бразильцу в голову. После матча премьер-министр Бразилии Танкреду Невис направил в Чили телеграмму, в которой просил не дисквалифицировать Гарринчу. Жоао Авеланж просил у линейного судьи, уругвайца Эстебана Марино, бывшего свидетелем эпизода, дать показания для полного разбирательства в деле. Эпизод с удалением рассматривала дисциплинарная комиссия, которая пятью голосами за и двумя против признала решение судьи ошибкой и впервые в истории чемпионатов мира сняла дисквалификацию, разрешив Гарринче сыграть в финале. В финальном матче на Национальном стадионе в Сантьяго бразильцы пропустили первыми от сборной Чехословакии, но Амарилдо, Зито и Вава забили по мячу и принесли бразильцам второй титул чемпионов мира подряд. Гарринча вместе с четырьмя другими футболистами разделил звание лучшего бомбардира, он же был признан лучшим футболистом турнира.
После чемпионата мира Гарринча не играл за сборную почти три года, следующий матч он провёл лишь в июне 1965 года против Бельгии в Рио-де-Жанейро (5:0).

#### Чемпионат мира 1966
На чемпионат мира 1966 года в Англии Гарринчу взяли после просьбы Жоао Авеланжа, решившего так вознаградить форварда за его годы в команде. 32-летний Гарринча был одним из самых возрастных в составе бразильцев, старше его были только вратарь Жилмар, а также Джалма Сантос, Беллини и Зито. На том турнире бразильская команда под руководством Висенте Феолы, проводившая матчи группового этапа в Ливерпуле на стадионе «Гудисон Парк», выступила неудачно. Первый матч с Болгарией бразильцы выиграли благодаря голам Пеле и Гарринчи, забившего на 63-й минуте свой последний мяч в составе национальной команды. Следующий матч, с Венгрией, бразильцы проиграли 1:3. Матч с венграми, состоявшийся 15 июля, стал последней игрой Манэ в футболке сборной Бразилии. На последнюю игру команды Гарринча не вышел. Бразилия проиграла этот матч португальцам (1:3) во главе с Эйсебио и сенсационно не смогла выйти из группы. Всего за национальную команду Гарринча провёл 60 матчей (включая неофициальные) и забил 17 голов.

### Личная жизнь

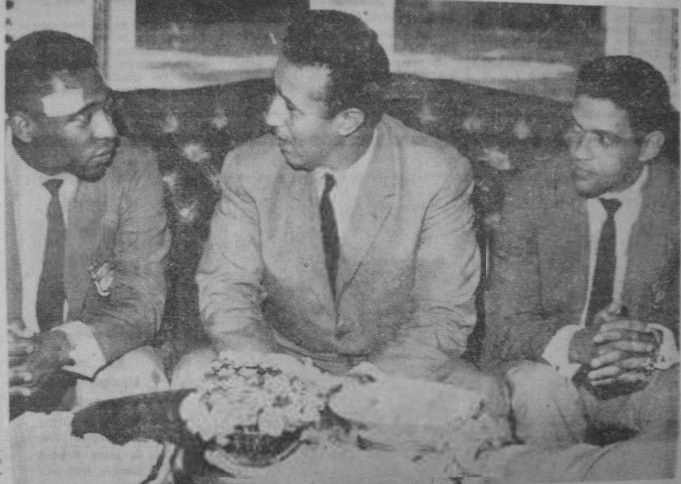
Гарринча (справа) вместе с Пеле и президентом Алжира, Ахмедом бен Беллой

Гарринча всю жизнь страдал из-за пристрастия к алкоголю, несколько раз он попадал в автомобильные аварии. В одной из аварий, 13 апреля 1969 года, когда Гарринча вёл машину в нетрезвом состоянии, он врезался в грузовик, перевозящий мешки с картофелем. Автомобиль перевернулся три раза. В аварии погибла его тёща Розалия Гомес, вылетевшая через лобовое стекло. Гарринча, жена Элза и её дочь Сара также получили ранения. Манэ отрицал, что принимал алкоголь, прежде чем сесть за руль. Из-за того, что это было его первое подобное нарушение и родственники погибшей не настаивали на уголовном преследовании, Гарринча был приговорён к двум годам тюрьмы условно и заплатил штраф. В другой раз он сбил своего отца, но тот остался жив. Другим пристрастием Гарринчи являлась игры в карты на деньги.
Первый раз Гарринча женился 20 октября 1952 года, за 8 дней до своего 19-летия, на шестнадцатилетней девушке по имени Наир Маркес (1936—1975), работавшей с ним на фабрике и забеременевшей от Манэ; за время брака Наир подарила ему восемь дочерей: Терезу, Эденир, Маринете, Журасиару, Денизию, Марию Сесилию, Терезинью и Синтию. Уже будучи женатым на Наир, Гарринча имел роман с девушкой Ираси Кастильо, которую в 1957 году уговорил переехать в Рио-де-Жанейро. Он часто оставался с ней после тренировок с «Ботафого», когда слишком уставал, чтобы ехать в Пау-Гранди к жене. От Ираси Гарринча имел двух детей: дочь Марсилию и сына Ненема, ставшего профессиональным футболистом. При этом, Ираси публично призналась в отцовстве своих детей только спустя 15 лет после их рождения. В 1959 году, во время турне «Ботафого» по Швеции, у Гарринчи случился короткий роман с местной официанткой, которая забеременела. Ребёнку было дано имя Ульф Линдберг.
Во время чемпионата мира в Чили у Гарринчи начался роман с популярной исполнительницей самбы школы «Мангейра» Элзой Суарес, у которой было пятеро детей. В 1965 году он официально развёлся с Наир, которая наняла известного адвоката Дирсеу Родригеса Мендеса, добившегося того, чтобы Манэ всю оставшуюся жизнь выплачивал бывшей жене алименты. Из-за этого ему пришлось продать два дома, а в 1968 году он был осуждён на 90 дней заключения за неуплату алиментов, но банкир Магальяэс Линс заплатил нужную сумму.
10 марта 1964 года в дом Гарринчи и Элзы ворвались военные, подконтрольные авторитарному режиму страны, и разбили большинство вещей в квартире. Это произошло из-за того, что Элза активно поддерживала президента-реформатора Жуана Гуларта.
В 1966 году Гарринча и Элза поженились в Боливии; церемония бракосочетания прошла около бразильского посольства в этой стране. После аварии, в которой погибла мать Элзы, Гарринча впал в депрессию и пытался покончить жизнь самоубийством, вдыхая угарный газ. Элза посчитала, что лучшим средством для исцеления мужа станет переезд из страны. В конце 1969 года они уехали в Италию, где благодаря связям жены Манэ получил должность стендиста в демонстрационном зале в римском отделении Бразильского института внешней торговли, зарабатывая 1000 долларов в месяц. Затем Гарринча с Элзой поехали на Мальорку, где она выступала в ресторане «Барбарелла», а потом жили снова в Италии и во Франции. Они вернулись в Бразилию в 1972 году. В 1976 году у них родился сын Мануэл Гарринча дос Сантос Жуниор, который погиб в 9-летнем возрасте, сбитый машиной на мокрой дороге. 30 августа 1977 года они развелись после того, как Гарринча в состоянии алкогольного опьянения избил Элзу.
Последней женой Гарринча стала вдова Жоржиньо Карвоэйро, Вандерлея Оливейра. Она сопровождала Манэ вплоть до его смерти.

### Последние годы и смерть
В последние годы жизни Гарринча остался практически без средств к существованию и жил в съёмном доме в районе Бангу в Рио-де-Жанейро. В 1978 году Гарринча попал в больницу с диагнозом «сердечная недостаточность», там же он познакомился с Вандерлейей Виэйра, девушкой 20 лет, от брака с которой в январе 1981 года у него родилась дочь Ливия. Всего известно не менее четырнадцати детей Гарринчи от разных женщин. Во время брака с Вандерлейей Гарринча часто оказывался в больнице. В июне 1979 года во время приступа у него был обнаружен цирроз печени. По мнению Элзы, Вандерлейя и её братья спаивали и накачивали наркотиками Манэ, желая, чтобы тот быстрее умер. В 1980 году, после попадания в больницу, Гарринча попытался бросить пить, но неудачно. На Рождество 1982 года Гарринче вновь стало плохо, и он был доставлен в больницу. После выхода из больницы он вновь стал пить: с 16 по 18 января он проводил время в различных барах. Он вернулся домой 18 января, еле держась на ногах, после чего Вандерлейя вызвала скорую помощь, которая доставила его в состоянии комы в госпиталь Боависта. 20 января в 6 часов утра он был обнаружен мёртвым в своей палате. Причиной смерти назвали цирроз печени, развившийся от алкоголизма, отёк лёгких и расстройство нервной системы.
Прощание с Гарринчей в январе 1983 года проходило на «Маракане», при огромном стечении народа. Гроб был завёрнут во флаги «Ботафого» и Бразилии. Похоронная процессия завершила последний путь футболиста в родном городе Пау-Гранди, на небольшом кладбище Раиз да Серра. Во время похорон за гробом шли 300 тысяч человек, включая известных футболистов, однако на похоронах не было ни одного игрока, с которыми Гарринча выиграл два чемпионата мира. Позже Пеле оправдывался, что боится покойников и похорон. На его похоронах Нилтон Сантос сказал: «Он всю жизнь был большим ребёнком и умел играть в одну-единственную игру — футбол». Эпитафия на могиле Гарринчи гласит: «Здесь покоится тот, кто был радостью для народа, — Манэ Гарринча». 1 июня 2017 года бразильские СМИ сообщили, что из семейного склепа в городе Маже (штата Рио-де-Жанейро) бесследно исчезли останки Гарринчи.

## Игровые характеристики
Гарринча был небольшого роста, горбился, обе его широко расставленные ноги были наклонены влево. В сравнении с ведущими футболистами мира внешний вид и игра Гарринчи парадоксально противоречили канонам футбола. Успеха с ним в сборной и клубах добивались тренеры, которые давали волю его импровизации и индивидуальным игровым качествам. Техника Гарринчи была основана на природном даре, а не на постоянных тренировках. По мнению некоторых, техника Гарринчи являлась квинтэссенцией бразильского футбола.
Больше всего Гарринча известен благодаря неповторимому дриблингу, основанному на импровизации и изобретательности, который позволял ему проходить по правому флангу, обыгрывать защитника и делать точную передачу к воротам. Именно так были забиты, в частности, оба гола в матче против СССР на чемпионате мира 1958 года и два первых гола в финале того же чемпионата. Он обладал характерной техникой обращения с мячом и поставленным ударом с обеих ног, а его излюбленным финтом было обманное движение корпусом, которое было возможно благодаря разной длине ног. Гарринча мог прокинуть мяч влево или вправо от соперника, после чего делал резкий рывок с места; с одной стороны защитники хорошо знали, чего ждать от Гарринчи, с другой, на поле его действия всё равно становились неожиданностью.

Трудно было предсказать, как Гарринча сыграет в следующий момент, из-за того что левой ногой он владел так же, как правой. Он мог как сместиться к центру, так и внезапно прорваться по бровке и нанести фантастический удар.
Оригинальный текст (англ.)It was difficult to know which way he was going to go because of his legs and because he was as comfortable on his left foot as his right, so he could cut inside or go down the line and he had a ferocious shot too.
— Мел Хопкинс, игрок сборной Уэльса.
Гарринча также был мастером исполнения штрафных и угловых ударов, в частности он отлично исполнял удар «сухой лист». Три раза в своей карьере он забивал голы непосредственно с углового флажка. Иногда он забивал голы сам после эффектных сольных проходов, обыгрывая по пути нескольких соперников. Один из самых известных его голов — мяч в ворота «Фиорентины», забитый за сборную Бразилии во время товарищеского матча в 1958 году в ходе подготовки к чемпионату мира. Гарринча последовательно обыграл несколько итальянцев, вошёл в штрафную, обыграл вратаря Сарти, дождался, когда к воротам успеет защитник, обыграл его и только тогда отправил мяч в ворота.

«Гарринча был гениальным. Кроме сенсационного дриблинга, у него была самая лучшая техника. Он выполнял великолепные проходы и делал точные передачи на протяжении многих лет в „Ботафого“ и на двух Кубках мира». Тостао
Игру Гарринчи часто сравнивали с театральным представлением, даже на фоне его партнёров по сборной Бразилии, его называли гением, «радостью народа» и «Чаплином футбола». Известен случай, когда в игре за «Ботафого» Гарринча упустил мяч за пределы поля, но судья позволил продолжать игру, так как хотел увидеть продолжение манёвра.
Недостатки игры Гарринчи происходили из его достоинств: он часто злоупотреблял индивидуальными действиями и не подчинялся игровой командной дисциплине. Зезе Морейра, главный тренер «Ботафого», попытался изменить это. Во время тренировки он поместил в центр поля стул и заставил Гарринчу обводить его, будто тот был соперником. Гарринча несколько раз покрутился вокруг стула, прокидывая мяч между ножек, после чего пробежал и ударил по воротам. Морейра сдался и сказал: «Гарринча играет без схем».

## Память

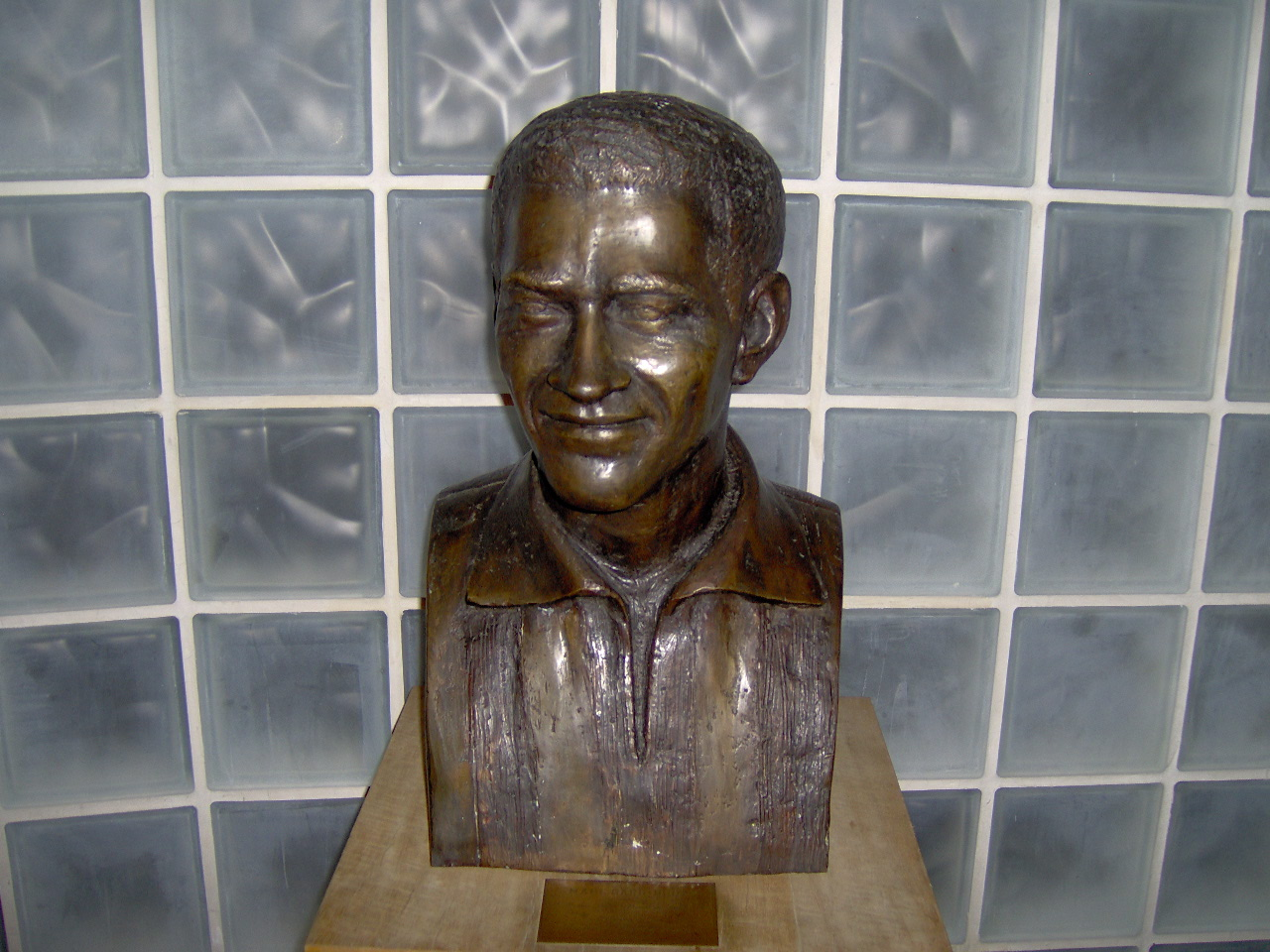
Бюст Гарринчи в музее «Ботафого»

- Гарринча неоднократно признавался одним из лучших футболистов всех времён по различным версиям. По версии МФФИИС он занимает 8 место среди лучших футболистов мира и 4 среди лучших футболистов Южной Америки в XX веке. В 1994 году Гарринча вошёл в символическую сборную лучших игроков в истории чемпионатов мира по версии ФИФА[148]. В 1998 году, перед чемпионатом мира, компания MasterCard провела опрос среди 24 ведущих спортивных журналистов мира. Гарринча вошёл в состав 11 игроков символической футбольной сборной мира XX-го века[149]. Он также занял 20 место среди лучших футболистов XX века по опросу журнала World Soccer. По опросу журнала Placar 1996 года, Гарринча занял второе место среди лучших игроков сборной Бразилии в истории команды[150].
- В честь Гарринчи назван стадион в столице Бразилии — «Эстадио Манэ Гарринча».
- В кинематографе
  - В 1962 году об игроке снят документальный фильм «Garrincha — Alegria do Povo» («Гарринча — Радость народа»).
  - В 1978 году был снят фильм «Манэ Гарринча», который показывал жизнь Гарринчи после завершения игровой карьеры.
  - В 2003 году был снят игровой фильм «Garrincha — Estrela Solitária» («Гарринча — одинокая звезда») по мотивам книги Руя Кастро, посвящённой жизни футболиста[151].
- 25 января 2010 года около западной трибуны стадиона «Ботафого», «Энженьян», был торжественно установлен 2,5 метровый памятник Гарринчи, работы скульптора Эдгара Дювивьера. Памятник специально расположили по соседству с памятником друга Гарринчи, Нилтона Сантоса[152].

## Клубная статистика
| Сезон               | Клуб                | Лига               | Чемпионат | Чемпионат | Турнир Рио-Сан-Паулу | Турнир Рио-Сан-Паулу | Кубок | Кубок | Кубок Либертадорес | Кубок Либертадорес | Прочие | Прочие | Товарищеские | Товарищеские | Всего | Всего |
| Сезон               | Клуб                | Лига               | Игры      | Голы      | Игры                 | Голы                 | Игры  | Голы  | Игры               | Голы               | Игры   | Голы   | Игры         | Голы         | Игры  | Голы  |
| ------------------- | ------------------- | ------------------ | --------- | --------- | -------------------- | -------------------- | ----- | ----- | ------------------ | ------------------ | ------ | ------ | ------------ | ------------ | ----- | ----- |
| 1953                | Ботафого            | Кариока            | 26        | 20        | 0                    | 0                    | —     | —     | —                  | —                  | 1      | 2      | 4            | 2            | 31    | 24    |
| 1954                | Ботафого            | Кариока            | 26        | 7         | 9                    | 1                    | —     | —     | —                  | —                  | 3      | 1      | 28           | 14           | 66    | 23    |
| 1955                | Ботафого            | Кариока            | 19        | 3         | 9                    | 2                    | —     | —     | —                  | —                  | 0      | 0      | 25           | 17           | 53    | 22    |
| 1956                | Ботафого            | Кариока            | 20        | 5         | 0                    | 0                    | —     | —     | —                  | —                  | 2      | 0      | 33           | 13           | 55    | 18    |
| 1957                | Ботафого            | Кариока            | 21        | 6         | 9                    | 2                    | —     | —     | —                  | —                  | 7      | 3      | 20           | 9            | 57    | 20    |
| 1958                | Ботафого            | Кариока            | 26        | 10        | 9                    | 1                    | —     | —     | —                  | —                  | 6      | 3      | 18           | 17           | 59    | 31    |
| 1959                | Ботафого            | Кариока            | 23        | 9         | 5                    | 3                    | —     | —     | —                  | —                  | 1      | 0      | 27           | 15           | 56    | 27    |
| 1960                | Ботафого            | Кариока            | 21        | 8         | 9                    | 1                    | —     | —     | —                  | —                  | 3      | 0      | 24           | 7            | 57    | 16    |
| 1961                | Ботафого            | Кариока            | 21        | 6         | 11                   | 2                    | —     | —     | —                  | —                  | 2      | 1      | 33           | 23           | 67    | 32    |
| 1962                | Ботафого            | Кариока            | 21        | 8         | 7                    | 2                    | 3     | 0     | —                  | —                  | 6      | 1      | 10           | 5            | 47    | 16    |
| 1963                | Ботафого            | Кариока            | 3         | 1         | 1                    | 0                    | 1     | 0     | 2                  | 0                  | 4      | 0      | 12           | 4            | 23    | 5     |
| 1964                | Ботафого            | Кариока            | 4         | 0         | 7                    | 3                    | 0     | 0     | —                  | —                  | 8      | 3      | 2            | 2            | 21    | 8     |
| 1965                | Ботафого            | Кариока            | 5         | 2         | 7                    | 0                    | 0     | 0     | —                  | —                  | 0      | 0      | 10           | 0            | 22    | 2     |
| Всего за «Ботафого» | Всего за «Ботафого» | Кариока            | 236       | 85        | 83                   | 17                   | 4     | 0     | 2                  | 0                  | 43     | 14     | 246          | 128          | 614   | 243   |
| 1966                | Коринтианс          | Паулиста           | 4         | 0         | 6                    | 1                    | —     | —     | —                  | —                  | 3      | 1      | 0            | 0            | 13    | 2     |
| 1967                | Португеза (Рио)     | Кариока            | ?         | ?         | —                    | —                    | ?     | ?     | —                  | —                  | ?      | ?      | ?            | ?            | ?     | ?     |
| 1968                | Хуниор Барранкилья  | Чемпионат Колумбии | 1         | 0         | —                    | —                    | 0     | 0     | 0                  | 0                  | 0      | 0      | 0            | 0            | 1     | 0     |
| 1968                | Фламенго            | Кариока            | 0         | 0         | —                    | —                    | 0     | 0     | —                  | —                  | 1      | 0      | 1            | 0            | 2     | 0     |
| 1969                | Фламенго            | Кариока            | 4         | 0         | —                    | —                    | 0     | 0     | —                  | —                  | 0      | 0      | 14           | 4            | 18    | 4     |
| Всего за «Фламенго» | Всего за «Фламенго» | Кариока            | 4         | 0         | —                    | —                    | 0     | 0     | —                  | —                  | 1      | 0      | 15           | 4            | 20    | 4     |
| 1972                | Олария              | Кариока            | 8         | 0         | —                    | —                    | —     | —     | 0                  | 0                  | 0      | 0      | 2            | 1            | 10    | 1     |
| Всего               | Всего               | Всего              | 253       | 85        | 89                   | 18                   | 4     | 0     | 2                  | 0                  | 47     | 15     | 263          | 133          | 658   | 250   |

Примечание к таблице:
В графу «Лига Кариока» входят только матчи чемпионата Рио-де-Жанейро и турниров, являющихся частью розыгрыша чемпионата, включая Кубок Гуанабара. Также в статистику вошли матчи розыгрыша Суперчемпионата Рио-де-Жанейро, проведённого в 1959 году. Некоторые турниры продолжались более 1 календарного года, их матчи учитывались в графе, где проходил основной розыгрыш сезона.
В графу «Прочие турниры» входят официальные матчи дублирующего состава клубов, розыгрыши Турнира П. Авенсоха, Турнира в Каракасе, Турнира Куадрангулар, Турнира Пентагонал, Кубок Тересы Эрреры, Кубка Наранха, Турниров в Париже и Флоренции, Турнира Рамона Каррансы, Турнира Маг. Пинто, Турнира Юбилеу ди Оуру, Турнира Роберто Гомеса Педросы.
В графу товарищеские матчи входят также товарищеские игры дублирующего состава.

## Выступления за сборную Бразилии

### Официальные
Список выступлений за сборную (50 матчей, 12 голов) приводится согласно RSSSF и не включает игры сборной Бразилии с клубами. С учётом этих игр у Гарринчи 60 матчей и 17 голов.
| Матчи Гарринчи за сборную Бразилии | Матчи Гарринчи за сборную Бразилии | Матчи Гарринчи за сборную Бразилии | Матчи Гарринчи за сборную Бразилии | Матчи Гарринчи за сборную Бразилии | Матчи Гарринчи за сборную Бразилии |
| Дата                               | Место проведения                   | Соперник                           | Счёт                               | Голы                               | Соревнование                       |
| ---------------------------------- | ---------------------------------- | ---------------------------------- | ---------------------------------- | ---------------------------------- | ---------------------------------- |
| 18 сентября 1955                   | Рио-де-Жанейро                     | Чили                               | 1:1                                | -                                  | Кубок Б. О’Хиггинса                |
| 21 марта 1957                      | Лима                               | Эквадор                            | 7:1                                | -                                  | Судамерикано 1957                  |
| 23 марта 1957                      | Лима                               | Колумбия                           | 9:0                                | -                                  | Судамерикано 1957                  |
| 13 апреля 1957                     | Лима                               | Перу                               | 1:1                                | -                                  | Квалификация ЧМ 1958               |
| 21 апреля 1957                     | Рио-де-Жанейро                     | Перу                               | 1:0                                | -                                  | Квалификация ЧМ 1958               |
| 11 июня 1957                       | Рио-де-Жанейро                     | Португалия                         | 2:1                                | -                                  | Товарищеский матч                  |
| 16 июня 1957                       | Сан-Паулу                          | Португалия                         | 3:0                                | -                                  | Товарищеский матч                  |
| 18 мая 1958                        | Сан-Паулу                          | Болгария                           | 3:1                                | -                                  | Товарищеский матч                  |
| 15 июня 1958                       | Гётеборг                           | СССР                               | 2:0                                | -                                  | ЧМ 1958                            |
| 19 июня 1958                       | Гётеборг                           | Уэльс                              | 1:0                                | -                                  | ЧМ 1958                            |
| 24 июня 1958                       | Стокгольм                          | Франция                            | 5:2                                | -                                  | ЧМ 1958                            |
| 5 декабря 1958                     | Стокгольм                          | Швеция                             | 5:2                                | -                                  | ЧМ 1958                            |
| 21 марта 1959                      | Буэнос-Айрес                       | Боливия                            | 4:2                                | -                                  | Судамерикано 1959                  |
| 26 марта 1959                      | Буэнос-Айрес                       | Уругвай                            | 3:1                                | -                                  | Судамерикано 1959                  |
| 26 марта 1959                      | Буэнос-Айрес                       | Парагвай                           | 4:1                                | -                                  | Судамерикано 1959                  |
| 4 апреля 1959                      | Буэнос-Айрес                       | Аргентина                          | 1:1                                | -                                  | Судамерикано 1959                  |
| 29 апреля 1960                     | Каир                               | Египет                             | 5:0                                | 1                                  | Товарищеский матч                  |
| 5 мая 1960                         | Александрия                        | Египет                             | 3:1                                | -                                  | Товарищеский матч                  |
| 6 мая 1960                         | Каир                               | Египет                             | 3:0                                | 1                                  | Товарищеский матч                  |
| 10 мая 1960                        | Копенгаген                         | Дания                              | 4:3                                | -                                  | Товарищеский матч                  |
| 29 июня 1960                       | Рио-де-Жанейро                     | Чили                               | 4:0                                | -                                  | Товарищеский матч                  |
| 30 апреля 1961                     | Асунсьон                           | Парагвай                           | 2:0                                | -                                  | Кубок О. Круза                     |
| 3 мая 1961                         | Асунсьон                           | Парагвай                           | 3:2                                | -                                  | Кубок О. Круза                     |
| 7 мая 1961                         | Сантьяго                           | Чили                               | 2:1                                | 1                                  | Кубок Б. О’Хиггинса                |
| 11 мая 1961                        | Сантьяго                           | Чили                               | 1:0                                | -                                  | Кубок Б. О’Хиггинса                |
| 21 апреля 1962                     | Рио-де-Жанейро                     | Парагвай                           | 6:0                                | 1                                  | Кубок О. Круза                     |
| 24 апреля 1962                     | Сан-Паулу                          | Парагвай                           | 4:0                                | -                                  | Кубок О. Круза                     |
| 6 мая 1962                         | Сан-Паулу                          | Португалия                         | 2:1                                | -                                  | Товарищеский матч                  |
| 9 мая 1962                         | Рио-де-Жанейро                     | Португалия                         | 1:0                                | -                                  | Товарищеский матч                  |
| 12 мая 1962                        | Рио-де-Жанейро                     | Уэльс                              | 3:1                                | 1                                  | Товарищеский матч                  |
| 16 мая 1962                        | Сан-Паулу                          | Уэльс                              | 3:1                                | -                                  | Товарищеский матч                  |
| 30 мая 1962                        | Винья-дель-Мар                     | Мексика                            | 2:0                                | -                                  | ЧМ 1962                            |
| 2 июня 1962                        | Винья-дель-Мар                     | Чехословакия                       | 0:0                                | -                                  | ЧМ 1962                            |
| 6 июня 1962                        | Винья-дель-Мар                     | Испания                            | 2:1                                | -                                  | ЧМ 1962                            |
| 10 июня 1962                       | Винья-дель-Мар                     | Англия                             | 3:1                                | 2                                  | ЧМ 1962                            |
| 13 июня 1962                       | Сантьяго                           | Чили                               | 4:2                                | 2                                  | ЧМ 1962                            |
| 17 июня 1962                       | Сантьяго                           | Чехословакия                       | 3:1                                | -                                  | ЧМ 1962                            |
| 2 июня 1965                        | Рио-де-Жанейро                     | Бельгия                            | 5:0                                | -                                  | Товарищеский матч                  |
| 6 июня 1965                        | Рио-де-Жанейро                     | ФРГ                                | 2:0                                | -                                  | Товарищеский матч                  |
| 9 июня 1965                        | Рио-де-Жанейро                     | Аргентина                          | 0:0                                | -                                  | Товарищеский матч                  |
| 17 июня 1965                       | Оран                               | Алжир                              | 3:0                                | -                                  | Товарищеский матч                  |
| 24 июня 1965                       | Порту                              | Португалия                         | 0:0                                | -                                  | Товарищеский матч                  |
| 4 июля 1965                        | Москва                             | СССР                               | 3:0                                | -                                  | Товарищеский матч                  |
| 14 мая 1966                        | Рио-де-Жанейро                     | Уэльс                              | 3:1                                | 1                                  | Товарищеский матч                  |
| 19 мая 1966                        | Рио-де-Жанейро                     | Чили                               | 1:0                                | -                                  | Товарищеский матч                  |
| 4 июня 1966                        | Сан-Паулу                          | Перу                               | 4:0                                | -                                  | Товарищеский матч                  |
| 8 июня 1966                        | Рио-де-Жанейро                     | Польша                             | 2:1                                | 1                                  | Товарищеский матч                  |
| 30 июня 1966                       | Гётеборг                           | Швеция                             | 3:2                                | -                                  | Товарищеский матч                  |
| 12 июля 1966                       | Ливерпуль                          | Болгария                           | 2:0                                | 1                                  | ЧМ 1966                            |
| 15 июля 1966                       | Ливерпуль                          | Венгрия                            | 1:3                                | -                                  | ЧМ 1966                            |

### Неофициальные
Список неофициальных матчей сборной, не входящих в основной реестр ФИФА, но почитаемый бразильской конфедерацией футбола.
| Матчи Гарринчи за сборную Бразилии | Матчи Гарринчи за сборную Бразилии | Матчи Гарринчи за сборную Бразилии | Матчи Гарринчи за сборную Бразилии | Матчи Гарринчи за сборную Бразилии | Матчи Гарринчи за сборную Бразилии |
| Дата                               | Место проведения                   | Соперник                           | Счёт                               | Голы                               | Соревнование                       |
| ---------------------------------- | ---------------------------------- | ---------------------------------- | ---------------------------------- | ---------------------------------- | ---------------------------------- |
| 21 мая 1958                        | Сан-Паулу                          | Коринтианс                         | 5:0                                | 2                                  | Товарищеский матч                  |
| 29 мая 1958                        | Флоренция                          | Фиорентина                         | 4:0                                | 1                                  | Товарищеский матч                  |
| 8 мая 1960                         | Мальмё                             | Мальмё                             | 7:1                                | -                                  | Товарищеский матч                  |
| 12 мая 1960                        | Милан                              | Интернационале                     | 2:2                                | -                                  | Товарищеский матч                  |
| 16 мая 1960                        | Лиссабон                           | Спортинг (Лиссабон)                | 4:0                                | 1                                  | Товарищеский матч                  |
| 1 мая 1966                         | Рио-де-Жанейро                     | Рио-де-Жанейро                     | 2:0                                | -                                  | Товарищеский матч                  |
| 21 июня 1966                       | Мадрид                             | Атлетико Мадрид                    | 5:3                                | -                                  | Товарищеский матч                  |
| 27 июня 1966                       | Отвидаберг                         | Отвидаберг                         | 8:2                                | -                                  | Товарищеский матч                  |
| 4 июля 1966                        | Стокгольм                          | АИК                                | 4:2                                | 1                                  | Товарищеский матч                  |
| 6 июля 1966                        | Мальмё                             | Мальмё                             | 3:1                                | -                                  | Товарищеский матч                  |

## Достижения

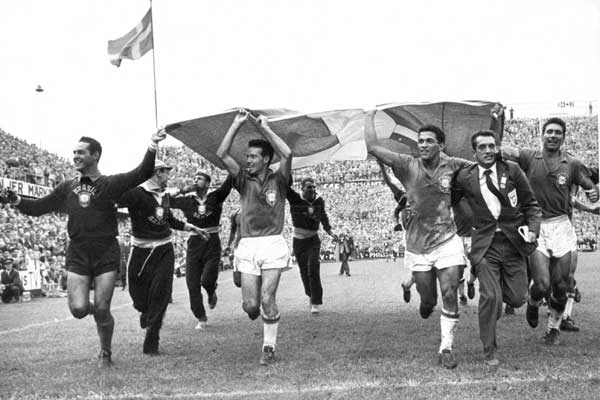
Празднование победы на чемпионате мира 1958. Гарринча третий справа в переднем ряду

### Командные
«Ботафого»
- Чемпион штата Рио-де-Жанейро (3): 1957, 1961, 1962
- Победитель турнира Рио — Сан-Паулу (2): 1962, 1964

Сборная Бразилии
- Чемпион мира (2): 1958, 1962
- Серебряный призёр чемпионата Южной Америки: 1957, 1959
- Обладатель Кубка О’Хиггинса (3): 1955, 1959, 1961
- Обладатель Кубка Освалдо Круза (3): 1958, 1961, 1962
- Обладатель Кубка Рока: 1960

### Личные
- Обладатель «Золотого мяча» чемпионата мира: 1962
- Обладатель «Золотой бутсы» чемпионата мира: 1962
- Входит в символическую сборную чемпионата мира (2): 1958, 1962
- Включён в список величайших футболистов XX века по версии World Soccer